# Парфёнов, Дмитрий Петрович
Дмитрий Петрович Парфёнов (12 ноября 1979) — белорусский футболист, нападающий.

## Биография
Начинал взрослую карьеру в клубах Могилёвской области — «Химволокно-Днепр-2» во второй лиге Беларуси и «Вейно-Днепр» в первой лиге. В 2000 году дебютировал в высшей лиге в составе «Ведрича», провёл в команде два сезона, по итогам сезона 2001 года речицкий клуб вылетел из высшей лиги. В 2002 году футболист перешёл в «Локомотив» (Минск), с которым стал бронзовым призёром первой лиги и завоевал право на повышение в классе, на следующий сезон сыграл за минчан только 4 матча в высшей лиге. Часть сезона 2003 года провёл в составе «Лиды» в первой лиге, где забил 10 голов за три месяца.
В 2004 году выступал за МТЗ-РИПО, стал лучшим бомбардиром клуба и вошёл в десятку лучших снайперов чемпионата с 13 голами, однако команда выступала неудачно и отстояла право на место в высшей лиге только через переходный матч с минским «Локомотивом» (4:1), в котором Парфёнов забил один из голов своему бывшему клубу. В 2005 году играл за «Неман» (Гродно) и тоже стал лучшим снайпером клуба (6 голов), а также провёл 2 матча в Кубке Интертото. В 2006 году выступал за «Белшину», покинувшую по итогам сезона высший дивизион. В 2007 году присоединился к дебютанту высшей лиги «Сморгони» и забил за сезон лишь один гол, однако он стал победным в матче против чемпиона страны БАТЭ.
С 2008 года до конца карьеры играл в низших лигах — провёл сезон за «Верас» (Несвиж) и числился в составе минского СКВИЧ. В 2009 году стал победителем второй лиги в составе «Руденска», забив за полсезона 9 голов, однако в следующем сезоне в первой лиге не смог отличиться ни разу. В 2010 году завершил профессиональную карьеру.
Всего в высшей лиге Беларуси сыграл 132 матча и забил 28 голов.